# Екологічні біженці

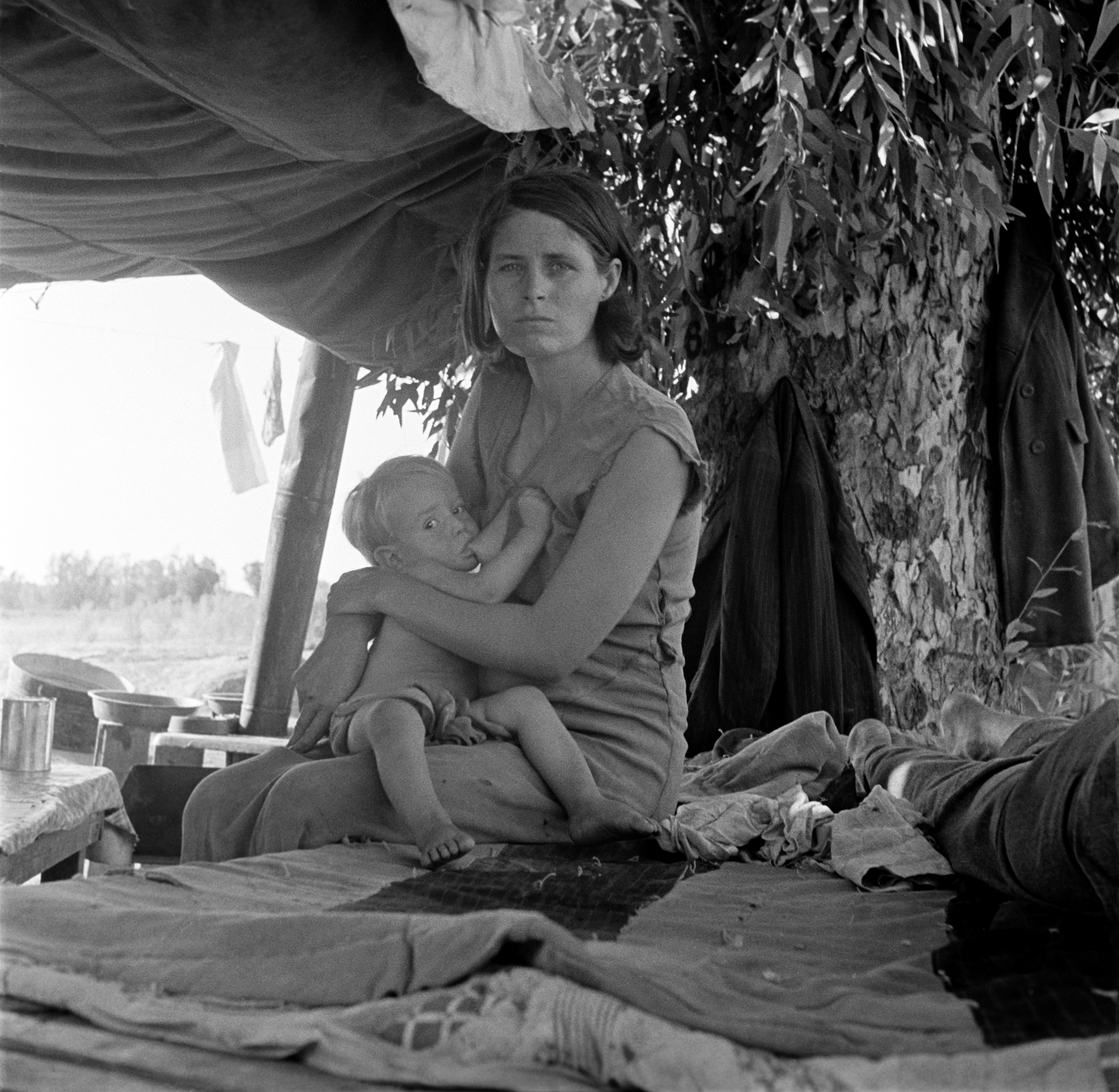
Екологічні біженці з Оклахоми в придоріжному таборі в Калифорнії, 1936

Екологічні біженці — особи, які змушені залишити місце свого постійного проживання і які переміщаються в межах своєї країни або перетинають її кордон внаслідок різкого погіршення стану довкілля або через екологічні катастрофи, як, скажімо, Чорнобильську трагедію або втрату землі внаслідок глобального потепління.

## Реальна проблема
Глобальне забруднення людиною довкілля призвело до нового типу жертв — так званих екологічних біженців, або мігрантів. Потопи, шторми, посухи та інші, так би мовити, штучні катастрофи в наш час[коли?] уже складають головний чинник переміщення населення — більший ніж війна та переслідування.
Університетський Інститут Довкілля та Людського Суспільства при ООН (http://www.ehs.unu.edu/ [Архівовано 2 серпня 2016 у Wayback Machine.]) видав прес-реліз, в котрому зазначалось, що до 2010 року світ захлинуть 50 мільйонів утікачів від наслідків поступової деградації довкілля. У ньому заначалось, що "екологічна міграція особливо відчутна у Субсахарній Африці, але також є гострою проблемою в Азії та Індії. За найостаннішими підрахунками, 25 мільйонів людей в цілому світі були змушені залишати свої місця проживання з причин невідповідного довкілля — це у порівнянні з 22 мільйонами біженців через громадянські війни та різного роду переслідування. За даними інших підрахунків, до 2050 року буде близько 150 мільйонів переміщених осіб з різних причин погіршеного довкілля.
На даний час міжнародний закон не визнає концепції «екологічного переслідування» (вчинки держав, які ведуть до гніту певних осіб), тому дедалі частіше чуються голоси про те, аби надати статусу біженцям, що були змушені залишити свої домівки в результаті несприятливого довкілля. Без міжнародного визнання криза екологічних біженців може обернутися головним джерелом глобальної нестабільності.